# Alyatte II
Pour les articles homonymes, voir Alyatte.
Alyatte II (mort vers 561 av. J.-C.), ou Alayttès II, fils de Sadyattès, est un roi de Lydie, appartenant à la dynastie des Mermnades. Il règne de 610  à 561 av. J.-C. Son fils Crésus prend le pouvoir à sa mort en 561 av. J.-C. Alyatte est connu pour la guerre qu'il a menée aux côtés de son père contre les Milésiens. Il fait également la conquête de Smyrne et repousse les Cimmériens venus d'Asie. Durant la bataille de l'Éclipse, il fait la paix avec le roi mède Cyaxare en mariant sa fille Aryénis à Astyage, fils de ce dernier, mettant fin à la guerre entre les Lydiens et les Mèdes. 

## Biographie
D'après Hérodote, Alyatte joue un rôle important dans la guerre opposant le royaume de Lydie à la cité de Milet qui dura onze ans (son père Sadyatte ayant déclenché le conflit et mené l'invasion durant les six premières années, puis Alyatte lui succédant les cinq autres). La cité disposant d'un accès stratégique à la mer, Alyatte renonce à faire un siège depuis la terre, mais pille en revanche les récoltes et les arbres des fermes de la région. Dans son saccage, il épargne les habitations et les populations afin de pouvoir revenir piller les champs périodiquement. 
Les Milésiens connaissent deux défaites pendant cette guerre : la première à Liménéion et la deuxième dans la plaine du Méandre. Alors que l'armée brûle les récoltes la douzième année, le feu se propage jusqu'au temple d'Athéna, qui est détruit par l'incendie. Lorsqu'Alyatte rentre ensuite à Sardes, il tombe malade, et questionne l'oracle de Delphes sur ce mal soudain. La Pythie refuse alors de lui répondre avant que le temple ne soit reconstruit. Alyatte décide donc de faire dépêcher un messager à Milet dans le but d'instaurer une trêve le temps des travaux. 
De son côté, Thrasybule, tyran de Milet, est informé du message de la Pythie par Périandre. Afin de tromper Alyatte, Il fait organiser un banquet foisonnant de blé pour coïncider avec l'arrivée du messager qui rapporte à son roi la nouvelle d'une ville que la guerre et les pillages répétés n'impactent pas. Alyatte, encore malade à Sardes, apprend la situation de Milet et signe par la suite une paix avec Thrasybule, en s'engageant à construire deux temples à Athéna sur les ruines du premier. Ce geste le délivre de la maladie.  
L’éclipse de la bataille de l'Halys opposant Alyatte à Cyaxare, qui met fin à la guerre de cinq ans entre ces deux royaumes, fut vraisemblablement prédite par Thalès de Milet. Sa date exacte, telle que calculée, entre autres par la NASA, est le 28 mai 585 av. J.-C.. On peut aussi déterminer que l'éclipse a eu lieu en Asie Mineure en fin de journée, juste avant le coucher du Soleil.